# Banc d'Espanya (Girona)
L'edifici Banc d'Espanya és una obra de Girona inclosa a l'Inventari del Patrimoni Arquitectònic de Catalunya.

## Descripció
És una construcció aïllada situada a la Gran Via just on aquesta gira, fet que motiva que l'edifici es converteixi en final d'un llarga perspectiva adquirint preponderància a nivell urbà. L'edifici és construït tot ell amb obra vista, sostres reticulars i metàl·lics. El conjunt es compon de dos volums diferenciats, per una banda un gran cilindre dona cabuda a un gran espai públic desenvolupat a gran alçada. Per la part posterior d'aquest cos hi ha un volum paral·lelepipèdic que dona cabuda a oficines, serveis i espais més privatitzats. A nivell estructural funciona amb parets de càrrega d'obra vista que en el cos cilíndric, donada la gran alçada dels murs, aquests s'estabilitzen amb contraforts interiors que s'acusen en el vestíbul principal. La coberta del cilindre és metàl·lica.

## Història
Originàriament en aquest solar hi havia el garatge Callicó, obra de l'arquitecte Rafael Masó, que restava inacabat i fou enderrocat a principis dels anys 80.
Aquest edifici funcionarà com a nova seu del Banc d'Espanya a Girona, que posteriorment ocupà un edifici de principis de segle situat a la Plaça del Marquès de Camps.